# Zuckerfabrik Oldisleben

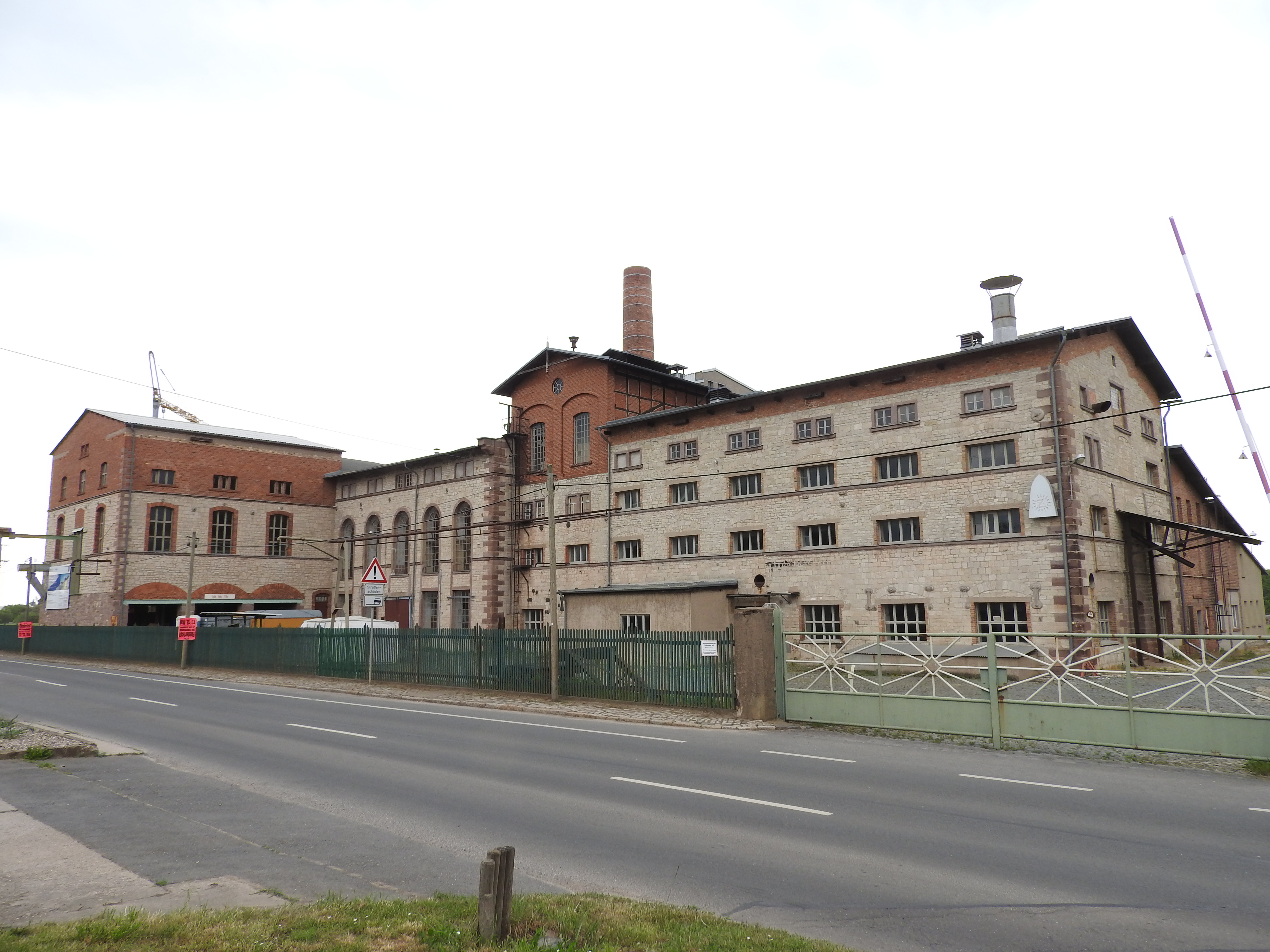
Zuckerfabrik Oldisleben

Das Museum Zuckerfabrik Oldisleben ist ein einstiges Werk zur Herstellung von Zucker aus Zuckerrüben in Oldisleben im thüringischen Landkreis Kyffhäuserkreis. Der Gebäudekomplex der Zuckerfabrikation steht als Zuckerfabrik Oldisleben unter Denkmalschutz und ist ein Industriedenkmal der Lebensmittelherstellung beziehungsweise der Genussmittelherstellung.

## Geschichte
Am 30. Januar 1872 wurde die Fabrik gegründet unter dem Namen Zuckerfabrik Oldisleben eingetragene Genossenschaft mit unbeschränkter Haftpflicht. Am 4. Februar 1872 wurde beschlossen, die Zuckerfabrik direkt neben der um 1835 erbauten Zuckersiederei zu bauen. Kurz darauf begannen die Bauarbeiten, mit der technischen Ausstattung wurde das Unternehmen Röhrig & König beauftragt und der 41,5 Meter hohe Schornstein errichtet. Im Februar 1872 wurden die Gebäude und das Gelände der Zuckersiederei von den Grundbesitzern Göring und Dittmann an die Genossenschaft für 20.000 Mark verkauft. Am 27. Februar 1873 begann die erste Kampagne. Die Zuckerfabrik hatte sechs Dampfmaschinen aus dem Entstehungszeitraum 1882 bis 1925 sowie die letzte Diffusionsbatterie in Europa, gefertigt im Jahr 1906. Der Kalkofen mit Wasserkastenaufzug wurde 1898 gebaut. Zu DDR-Zeiten wurde die Fabrik in den VEB Zuckerkombinat „Unstrut-Helme“ Artern und ab 1984 in das VE Kombinat Zucker Halle eingegliedert.
Vom 26. September bis 18. Dezember 1990 wurde dort die letzte Zuckerrübenkampagne gefahren, in der 6639 Tonnen Weißzucker erzeugt wurden. Bis dahin war sie Europas letzte Zuckerfabrik mit der ursprünglichen Technologie aus dem Jahr 1872: Sie arbeitete mit Diffusionsbatterien, Dampfmaschinen und anderen historischen Geräten. Danach wurde die Entscheidung verwirklicht, die Fabrik im Originalzustand als Industriemuseum beziehungsweise Erlebnismuseum für die Nachwelt zu erhalten und unter Denkmalschutz zu stellen.

## Gegenwart
Die Zuckerfabrik Oldisleben ist jetzt (2016) Technisches Denkmal der Südzucker AG und Museum. Sie kann nach Anmeldung besichtigt werden. Zu sehen sind eine Ausstellung mit historischen Werkzeugmaschinen und landwirtschaftlichen Geräten sowie technische Anlagen aus der Pionierzeit der Zucker-Industrie. Die große Dampfmaschine von 1915 mit 300 PS wurde restauriert und ist reaktiviert. Das Museum gehört zu den Förderprojekten der Deutschen Stiftung Denkmalschutz. Vor dem Rundgang stimmt ein 20-minütiger Film auf die Besonderheiten dieser Zuckerfabrik ein.